# Bûche de Noël

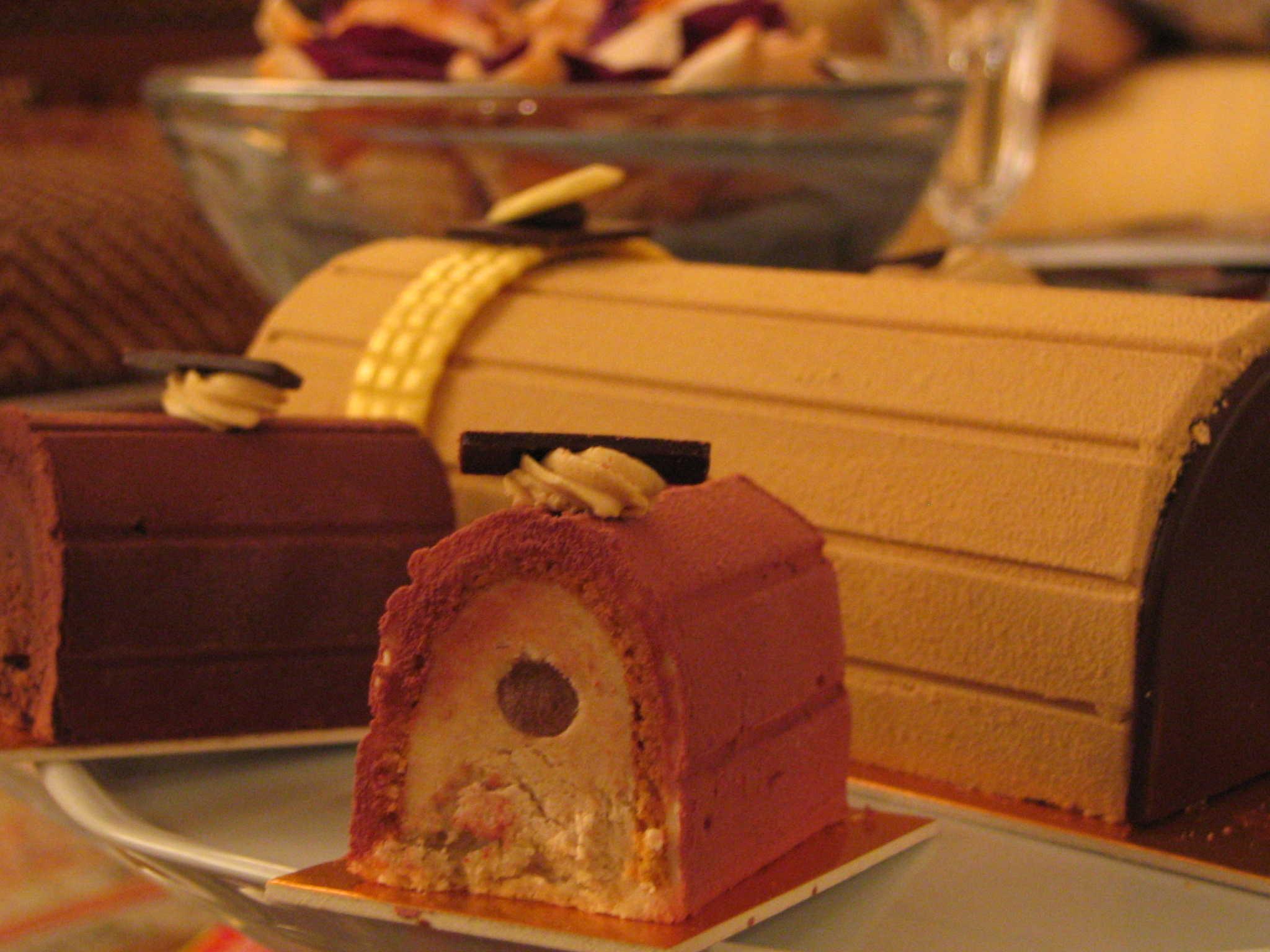
"Bûches de Noël" contemporànies.

Bûche de Noël [byʃ(ə) də noɛl] ("tronc de Nadal") són unes darreries tradicionals servides per Nadal a França, Bèlgica, Quebec, Líban i altres països poblats de francòfons cristians com ara el Regne Unit.
El pastís és generalment preparat, presentat i guarnit a fi que sembli un Tió de Nadal a punt de ser cremat. La bûche tradicional és l'equivalent de la nostra coca de Nadal o del nostre braç de gitano. És feta de pa de pessic i d'altres pastissos esponjosos, generalment cuita en un motlle ample i poc profund, glaçada i enrotllada en forma de cilindre, i glaçada altra vegada per fora. La combinació més corrent és un pastís esponjós de llimona, glaçatge i omplit de crema pastissera de xocolata amb mantega; tanmateix, diverses variacions de la recepta tradicional poden incloure pastís de xocolata, ganache i espresso  o amb altres glaçatges i farciments.

## Altres postres lligades al Nadal
- Neules
- Torró
- Les calenas o tretze dessèrts (lit. "tretze postres") de Provença
- Christmas pudding anglès
- Panettone italià
- Brioix trenat txec
- Kouglof alsacià
- Beignes de Nadal quebequesos
- Stollen alemany